# マイケル・クラーク・ダンカン
マイケル・クラーク・ダンカン（Michael Clarke Duncan、1957年12月10日 - 2012年9月3日）は、アメリカ合衆国の俳優、声優。イリノイ州出身。
『グリーンマイル』（1999年）では、知能が低いが優しい心を持ち、超能力で人を癒す死刑囚コーフィ役で、2000年アカデミー助演男優賞にノミネートされた。

## 略歴
シングルマザーのもと、シカゴの貧民街で幼少期を過ごす。高校ではフットボールを経験するも、母の忠告で断念。進学したアルコーン州立大学は、母の病気のために退学している。
地元のガス会社や警備会社、飛行機会社やバーの用心棒稼業で治療費を稼ぎ、その後、母の全快を待って俳優になるためにハリウッドに向かう。
ハリウッドでは、小さな役をもらいながら要人（ウィル・スミスやマーティン・ローレンス、ジェイミー・フォックスなど）のボディーガードで生計を立てていたという。1995年の『フライデー』でスクリーンデビューを果たす。
『アルマゲドン』（1998）で共演したブルース・ウィリスとは共演作が多い。彼はダンカンの才能を高く評価し、『ブレックファースト・オブ・チャンピオンズ』（1999）や『隣のヒットマン』（2000）に出演させている。また、『グリーンマイル』のコーフィ役を、監督フランク・ダラボンに強く推薦したのも彼である。『アルマゲドン』の撮影中に『グリーンマイル』の企画の話を聞き、共に撮影中であったダンカンに話を持ちかけたという。
2000年4月に『グリーンマイル』のプロモーションのために初来日を果たす。その際にはパークハイアット東京で記者会見が行われ、女優の田中麗奈が花束贈呈の助っ人として会場に駆けつけた。
2012年7月に心筋梗塞を発症し、治療を続けたが9月3日、心臓発作を起こして入院中に死去。54歳没。

## 人物
身長196cm、体重145kgの巨漢である。アーン・ダンカンとは幼少時の友人である。
アメリカのプロレス団体WWEのファンであり、レッスルマニアやRAWなどの番組に度々観客として来場している。WWEの選手ではジョン・シナの大ファンである。

## 主な出演作品

### 映画
| 公開年 | 邦題 原題                                                                                            | 役名                              | 備考                           |
| ------ | --- | --------------------------------- | ------------------------------ |
| 1995   | friday Friday                                                                                        |                                   | クレジットなし                 |
| 1998   | KOOL 殺戮の銃弾 Caught Up                                                                            | BB                                |                                |
| 1998   | ブルワース Bulworth                                                                                  | バウンサー                        |                                |
| 1998   | アルマゲドン Armageddon                                                                              | ベアー                            |                                |
| 1998   | ロクスベリー・ナイト・フィーバー A Night at the Roxbury                                              | ロクスベリー・バウンサー          |                                |
| 1999   | THE UNDERGROUND COMEDY MOVIE ジ・アンダーグラウンド・コメディ・ムービー The Underground Comedy Movie | ガイ・ヴァージン                  |                                |
| 1999   | ブレックファースト・オブ・チャンピオンズ Breakfast of Champions                                      | イライ                            |                                |
| 1999   | グリーンマイル The Green Mile                                                                        | ジョン・コーフィ                  | アカデミー助演男優賞ノミネート |
| 2000   | 隣のヒットマン The Whole Nine Yards                                                                  | フランキー                        |                                |
| 2001   | スポット See Spot Run                                                                                | マードック                        |                                |
| 2001   | キャッツ & ドッグス Cats & Dogs                                                                      | サム                              | 声の出演                       |
| 2001   | PLANET OF THE APES/猿の惑星 Planet of the Apes                                                       | アター                            |                                |
| 2001   | 明日へのタッチダウン 栄光に向かって They Call Me Sirr                                                | グリフィンコーチ                  | テレビ映画                     |
| 2002   | スコーピオン・キング The Scorpion King                                                               | バルザバール                      |                                |
| 2003   | デアデビル Daredevil                                                                                 | ウィルソン・フィスク / キングピン |                                |
| 2004   | 恋のミニスカウエポン D.E.B.S.                                                                        | フィリップス                      |                                |
| 2004   | ドラゴン 〜竜と騎士の伝説〜 George and the Dragon                                                    | タリク                            |                                |
| 2004   | ヘッドハンター Pursued                                                                               | フランクリン                      |                                |
| 2005   | レーシング・ストライプス Racing Stripes                                                              | クライズデール                    | 声の出演                       |
| 2005   | シン・シティ Sin City                                                                                | マヌート                          |                                |
| 2005   | アイランド The Island                                                                                | スタークウェザー                  |                                |
| 2006   | 恋愛ルーキーズ School for Scoundrels                                                                 | レッシャー                        |                                |
| 2006   | タラデガ・ナイト オーバルの狼 Talladega Nights: The Ballad of Ricky Bobby                            | ルシウス・ワシントン              |                                |
| 2006   | ザ・フィクサー One Way                                                                               | 将軍                              |                                |
| 2007   | ミムジー 〜未来からのメッセージ〜 The Last Mimzy                                                     | ナサニエル                        |                                |
| 2007   | スリップストリーム Slipstream                                                                        | フィル・アンダーソン              |                                |
| 2008   | ミート・ザ・ジェンキンズ Welcome Home, Roscoe Jenkins                                                | オーティス                        |                                |
| 2008   | ワイルド・クライムズ American Crude                                                                  | スピンクス                        |                                |
| 2009   | ストリートファイター ザ・レジェンド・オブ・チュンリー Street Fighter:The Legend of Chun-Li           | バイソン                          |                                |
| 2010   | キャッツ & ドッグス 地球最大の肉球大戦争 Cats & Dogs: The Revenge of Kitty Galore                    | サム                              | 声の出演                       |
| 2011   | グリーン・ランタン Green Lantern                                                                     | キロウォグ                        | 声の出演                       |
| 2013   | ロストサンクチュアリ A Resurrection                                                                  | アディソン                        | 最後の出演作品                 |

### テレビシリーズ
| 放映年 | 邦題 原題                                  | 役名               | 備考                                     |
| ------ | ------------------------------------------ | ------------------ | ---------------------------------------- |
| 2005   | CSI:ニューヨーク CSI: NY                   | クイン・サリヴァン | 第1シーズン第22話「クローザー」          |
| 2008   | CHUCK/チャック Chuck                       | ミスター・コルト   | 第2シーズン第1話「チャック VS 初デート」 |
| 2011   | BONES Bones                                | レオ・ノックス     | 第6シーズン第19話「財宝船殺人事件」      |
| 2012   | ザ・ファインダー 千里眼を持つ男 The Finder | レオ・ノックス     | 13エピソードに出演                       |

### アニメ
- キング・オブ・ザ・ヒル King of the Hill (2002)
- スパイダーマン 新アニメシリーズ Spider-Man(2003) - キングピン 役
- ジミー・ニュートロン 僕は天才発明家! Jimmy Neutron: Boy Genius (2003 - 2006)
- ジャングル・ジョージ2 George of the Jungle 2(2003)
- ブラザー・ベア Brother Bear(2003)
- キム・ポッシブル タイムトラベル Kim Possible: A Sitch in Time(2003)
- ティーン・タイタンズ "Teen Titans(2005)
- ファミリー・ガイ Family Guy(2006)
- ブラザー・ベア2 Brother Bear 2(2006)
- カンフーパンダ  ′′Kung Fu Panda′′(2008)

### ゲーム
- Soldier of Fortune（2000年）
- Saints Row - 声：ベンジャミン・キング（2006年）